# Бельтюков, Виктор Петрович
Ви́ктор Петро́вич Бельтюко́в (19 апреля 1924, Волково, Вятская губерния — 27 февраля 1990, Москва) — советский военачальник. Командир 39-й гвардейской мотострелковой Барвенковской дивизии (1967—1969), начальник Ленинградского высшего общевойскового командного училища им. С. М. Кирова (1969—1975), заместитель начальника войск Гражданской обороны Московского военного округа (1976—1989). Ветеран Великой Отечественной войны. Генерал-майор (1968).

## Биография
Виктор Петрович Бельтюков родился 19 апреля 1924 года в деревне Волково (ныне — Слободского района Кировской области). Отец — Пётр Михайлович — рабочий, мать — Таисия Никифоровна — учительница. Старшая сестра — Лариса, младший брат — Владимир.
В 15 лет Виктор Бельтюков начинает работать и с 1939 года до призыва в армию в 1942 году он — слесарь артели «Такелажник».
Член ВЛКСМ.
С 1942 по 1989 год — на воинской службе. Член КПСС.
Женат. Жена — Бельтюкова (Семёнова) Тамара Сергеевна (1929—2015). Сын — Александр (1955 г.р.), дочь — Елена (1957 г.р.).

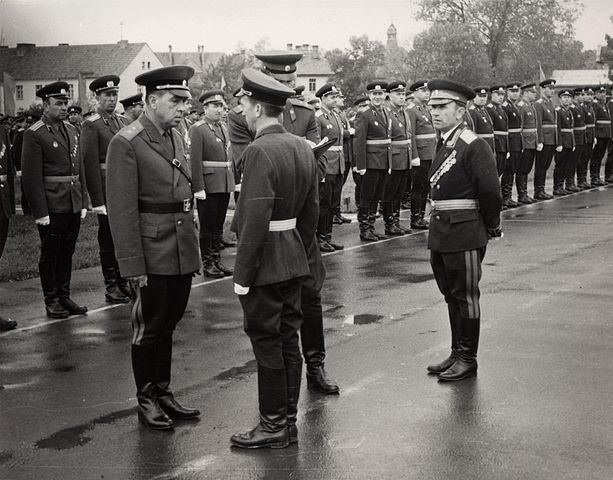
Проверка МО СССР 39-й гв. мсд (ГСВГ, Ордруф). комдив гв. г-л м-р Бельтюков В. П. (справа), 1968 год

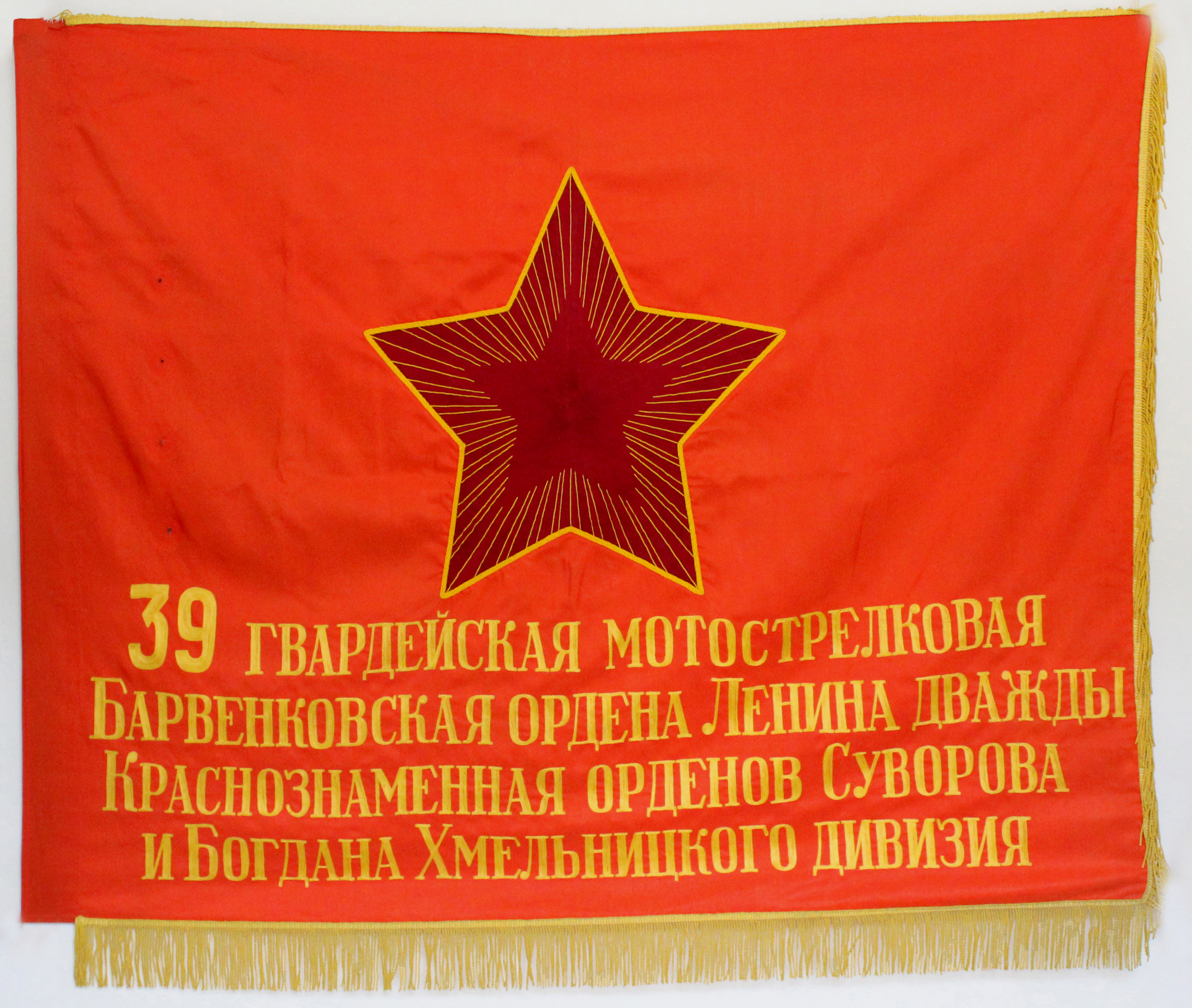
Знамя 39-й гвардейской мотострелковой дивизии.

### Во время войны
Призван на воинскую службу 10 января 1942 года Слободским РВК. На Великой Отечественной войне с 2 февраля 1942 года.
1942—1943 — курсант Рязанского пулемётного училища в Касимове. С 1943 — командир стрелкового взвода на Калининском фронте, потом — на Степном. В составе Степного фронта принимает участие в освобождении Курска (1943), где получает тяжёлое ранение.
После госпиталя — командир стрелковой роты 71 гвардейского стрелкового полка 24-й гвардейской стрелковой дивизии в составе 4-го Украинского фронта, 1-го Прибалтийского фронта и 3-го Белорусского фронта (2-я гвардейская армия).
По состоянию на май 1944 года — командир пулемётной роты 1-го стрелкового батальона 71-го гвардейского стрелкового полка, имел звание гвардии лейтенанта. Некоторое время исполнял обязанности офицера связи в полку.
Участвовал в освобождении Севастополя (1944), Прибалтики и в наступательной операции в Восточной Пруссии (1945).
За время Великой Отечественной войны был трижды ранен (10 февраля 1942, 19 августа 1943, 31 августа 1943).
Войну закончил в звании капитана в должности заместителя командира стрелкового батальона.

### В послевоенное время
С 1946 по 1949 — служит в отдельной стрелковой бригаде (Брянск).
С 1949 по 1951 — начальник полковой школы горно-стрелкового полка (Грозный).
С 1951 по 1954 — слушатель Военной академии им. М. В. Фрунзе.
С 1954 по 1959 — заместитель командира полка, затем командир полка (Оренбург).
С 1959 по 1963 — командир 372 гвардейского учебного полка 90-й гвардейской учебной мотострелковой дивизии, в/ч 25717 (г. Самарканд, САВО).
С 1963 по 1965 — начальник штаба 90-й гвардейской учебной мотострелковой дивизии, в/ч 44699 (г. Самарканд, САВО).
С 1965 по 1967 — слушатель Военной академии Генерального штаба.
С 1967 по 1969 — командир 39-й гвардейской мотострелковой Барвенковской дивизии (г. Ордруф, ГСВГ). В 1968 году присвоено воинское звание генерал-майор.
С 1969 по 1975 — начальник Ленинградского дважды Краснознамённого высшего общевойскового командного училища им. С. М. Кирова (ЛВОКУ), ЛенВО.
С 1975—1976 — заместитель командира корпуса (Выборг, ЛенВО).

### В ГО МВО
С 1976 по 1989 год генерал-майор В. П. Бельтюков — заместитель начальника Войск Гражданской обороны Московского военного округа.
На этой должности он не только руководил подготовкой специализированных частей и координировал их действия в ходе ликвидации чрезвычайных ситуаций (как, например, тушение лесных пожаров на территории МВО, или пожара гостиницы «Россия» в 1977), но и привлекался командованием округа к выполнению других ответственных задач, таких как, например, подготовка войск к параду.

Он был воплощением энергии, деловитости, распорядительности и жесткости, порой переходящей в жестокость. На ежедневно проводимых совещаниях генерал Бельтюков мог разделать под орех любого командира части, не утруждая себя выбором выражений. В то же время, когда на тренировке появлялся командующий округом, кто-то из заместителей министра или сам министр обороны, неизменно следовал доклад: «Все без исключения офицеры — молодцы, стараются, являют собой образец исполнения служебного долга».— А. И. Лебедь. «За державу обидно»
В 1986 году при аварии на Чернобыльской АЭС В. П. Бельтюков выехал на место катастрофы уже 28 апреля и работал там до начала июня, участвуя в определении масштабов последствий аварии, выработке первоочередных мероприятий по их ликвидации. В последующем был в Чернобыле в декабре 1986 года и в 1987 году как член штаба по ликвидации последствий аварии.

### В отставке
В отставке — с 1989 года. Жил в Москве. Прослужил в рядах Вооружённых Сил СССР 47 лет.
Виктор Петрович Бельтюков скончался 27 февраля 1990 года. Похоронен на Хованском кладбище.

## Награды
- Орден Красной Звезды (20 мая 1944) — за образцовое выполнение боевых заданий командования на фронте борьбы с немецкими захватчиками и проявленные при этом доблесть и мужество[2],
- Орден Отечественной войны II степени (19 октября 1944)[4],
- Орден Александра Невского (1945),
- Орден Красной звезды (1985),
- Орден Отечественной войны I степени (1985),
- Медаль «За взятие Кёнигсберга»,
- Медаль «За победу над Германией в Великой Отечественной войне 1941—1945 гг.»,
- Медаль «За боевые заслуги»,
- другие медали.

## Память
В настоящее время поисковый отряд «ЛЕНПЕХ.ЛПКУ» собирает материалы для книги о начальнике ЛенВОКУ имени Кирова генерал-майоре В. П. Бельтюкове.